# 카스피칠성장어
카스피칠성장어(학명: Caspiomyzon wagneri)는 카스피해에 서식하는 칠성장어강 칠성장어목에 딸린 어류이다. 몸길이는 40-55cm이며 무게는 206g까지 나가며, 몸은 전체적으로 은색을 띤다.여타 칠성장어 종과는 달리 흡혈은 하지 않고 바닥에 가라앉은 죽은 동물의 사체를 먹고 사는 분해자형 생물이다.